# ATB
Андре́ Таннебе́ргер, відоміший як ATB (нім. André Tanneberger; нар. 26 лютого 1973) — німецький музикант і продюсер електронної музики, діджей, автор пісень, насамперед відомий своєю роботою «9 PM (Till I Come)» (за версією журналу DJ Mag він займає 11 місце в рейтингу найкращих діджеїв). На рахунку Андре 8 студійних альбомів і п'ять компіляцій з серії «The DJ In the mix»

## Юні роки
Андре Таннебергер народився 26 лютого 1973 року під Фрайбергом (нім. Freiberg), у маленькому університетському містечку в НДР. Батьки Андре поїхали зі східної Німеччини на захід.
Наприкінці 80-х по вихідних Андре часто відвідував клуб Tarm Center в місті Бохум, щоб послухати музику ді-джея Томаса Кукули (нім. Thomas Kukula, більше знаний як General Base). 1992 року Андре вирішив сам зайнятися створенням музики. Його устаткування складалося з комп'ютера Amiga і маленького синтезатора. Томас, помітивши молодого хлопчину, пропонує йому попрацювати у своїй студії звукозапису, щоб закінчити розпочаті композиції. У студії Андре використовував свій перший професійний синтезатор Sequential Pro One, що дало йому ідею назвати свій перший проєкт Sequential One.

## Музична кар'єра

### Sequential One
У лютому 1993 року Андре під ім'ям Sequential One випускає дебютні сингли «Dance» і «Let Me Hear You». Сингли принесли свої невеликі фінансові плоди: у Андре з'являється можливість організувати свою міні-студію. 1994 року склад проєкту збільшується на 3 учасники: у групу прийшли Ульріх Поппельбаум (нім. Ulrich Poppelbaum), Вуді ван Ейден (нім. Woody van Eyden) і вокалістка Морфа (нім. Morpha). На початку 1995 року на лейблі House Nation виходить перший альбом Sequential One «Dance».
Після великого успіху у рідній Німеччині, Sequential One поступово ставали відомими і в інших країнах Європи. Другий альбом «Energy», крім Німеччини, також вийшов у Нідерландах, Австрії, Швейцарії та Угорщині. Попри успіхи та зростаючу популярність, двоє учасників проєкту — Вуді ван Ейден та Морфа — все ж залишили його в 1998 році. У групі залишилися тільки Андре та Ульріх. 1999 року проєкт Sequential One припинив своє існування. Але, незадовго до розпаду, Андре встиг випустити останній сингл «Angels» і альбом найкращих робіт групи «Decades».

### ATB
В кінці 1998, початку 1999 року під ім'ям ATB на лейблі Kontor Records вийшов дебютний сингл «9 PM (Till I Come)», що отримав визнання слухачів, завдяки якому Андре отримав міжнародне визнання. У всі найважливіші міжнародні рейтинги потрапили і наступні два сингли «Don't Stop» і «Killer». Останній є переробкою класики композитора Adamski. Величезний успіх цих трьох хітів надихнув Андре на створення свого першого альбому «Movin' Melodies».
Незабаром ATB став відомий не тільки як автор музики, але і як автор реміксів. Треки таких музикантів, як A-Ha, Ayla, Blank & Jones, Боб Марлі, DJ Bossi, Enigma, Fun Factory, Future Breeze, Haddaway, Interactive, Kosmonova, Miss Jane, Moby, Outhere Brothers, Red 5, Sash!, U96, William Orbit, Zhi-Vago та інших, були перероблені ним у танцювальних варіантах.
Одночасно Андре спільно з DJ Mellow D, Schiller, Sunbeam, Talla 2XLC і Taucher організовує проєкт Trance Allstars, союз восьми продюсерів і діджеїв, чий перший альбом «Worldwide» вийшов у 1999 році, а в 1998 році Андре, Вуді і Spacekid відкривають власну звукозаписну компанію Clubbgroove Records.
Через рік після релізу «Movin 'Melodies» виходить другий студійний альбом «Two Worlds», який складається з двох дисків: перший — танцювальний «The World Of Movement», другий — розслабляючий «The Relaxing World». У процесі роботи над платівкою Андре встиг попрацювати з відомою співачкою Хітер Новою (англ. Heather Nova), а також з Мішелем Крету (фр. Michael Cretu, більше відомим під псевдонімом Enigma), який свого часу зробив великий вплив на Андре. Результатом роботи стала композиція «Enigmatic Encounter» записана за одну ніч на іспанському острові Ібіца. На підтримку альбому ATB випустив спільний сингл з братами York «The Fields Of Love». Також до складу альбому увійшов сингл «Let U Go» записаний у співпраці з солісткою канадської рок-групи Wild Strawberries Робертою Картер Харрісон (англ. Roberta Carter Harrison).

### Дорога до успіху (2001—2005)
28 січня 2002 року вийшов третій альбом «Dedicated», що став переломним у творчості ATB. Платівка не мала коронної функції pitch bend (укр. співаюча гітара), яка звучить у синглах «9 PM (Till I Come)», «Don't Stop», «The Summer», але альбом все одно домігся відмінних результатів, потрапивши в топ-20 німецьких альбомів. У листопаді 2001 року на прилавки ліг перший сингл «Hold You», записаний спільно з канадською рок-групою Wild Strawberries. Сингл миттєво став популярним і очолив рядки усіх хіт-парадів. Наступна робота, кавер-версія композиції групи Olive, «You're Not Alone» трималася на першому місці в німецькому DJ-чарті 8 тижнів поспіль і стала клубним суперхітом 2002 року.
ATB здобув нагороду Echo, WDR 1 Lilve Krone в категорії «найкращий діджей» (англ. Best DJ). Крім того, він був обраний на DJ Meeting 2002 в номінації best national producer і best national DJ. Також Андре працює з друзями над новим альбомом колективу Trance Allstars під назваою «Synergy 2. The story continues», який вийшов 12 серпня 2002 року.
Протягом наступного року триває запис нового альбому «Addicted To Music». Перший сингл — «I Don't Wanna Stop», хоч і мав комерційний успіх, але в німецькому танцювальному чарті піднявся лише до четвертої позначки. Ситуацію виправив другий реліз — «Long Way Home», який 4 тижні поспіль утримувався на першому місці того ж чарту. На додаток до альбому вийшов DVD диск «Addicted To Music», що містить не тільки повну відеографію та хіт-сингли у форматі якості 5.1, а й великий фільм про тури ATB в США, пропуск за куліси, фотографії, тексти пісень, інтерв'ю, тест на знання успіхів ATB і багато іншого.
Восени 2003 року Андре записав компіляцію зі своїх улюблених хітів. Ця компіляція вийшла на двох дисках і отримала назву «The DJ 1 In the mix». Восени 2004 року вийшла друга частина «The DJ 2 In the mix». До випуску компіляції був приурочений спеціальний тур.
28 травня 2004 року виходить п'ятий студійний альбом ATB — «No Silence». Альбом примітний тим, що містить композицію «Marrakech», видану окремим синглом і яка пізніше стала заголовною піснею до трилера «Мисливці за розумом» (англ. Mindhunters). Також для виконання вокальних партій Андре запросив не тільки Роберту Харрісон, відому за двома попередніми платівками, а й новеньких: Тіфф Лейсі (англ. Tiff Lacey, вона співає в «Marrakech», «Ecstasy», «Here With Me»), Маделін Зеро (англ. Madelin Zero), Кена Харрісона (англ. Ken Harrison), чоловіка Роберти, і Michal the Girl. Паралельно з початком світового туру на підтримку нового альбому, Андре і його друзі засновують власну діджейську школу SEAP, де не тільки навчають грати на платівках, а й також допомагають набути навичок роботи в студії і продюсування своєї музики.

### Seven Years 1998—2005
13 червня 2005 року вийшла збірка найкращих композицій Андре плюс шість нових композицій — «Seven Years». У число нових робіт увійшла перероблена версія «Let U Go» з голосом колишнього гітариста-рокера, а нині німецького транс-діяча Яна Льоееля (нім. Jan Löehel); трек «Believe In Me» з виконанням Яна також увійшов до «Seven years». Отримала своє місце у збірці й друга частина «трилогії» — «Trilogy 2»; композиція з вокалом Ніколь МакКенни (англ. Nicole McKenna) — «Take Me Over», інструментальна робота «Far Beyond» і сингл «Humanity», записаний з Тіфф Лейсі. DVD-версія збірника містила повну відеоколекцію Андре, включаючи кліпи «Believe In Me» і «Humanity», десяток фотографій, інтерв'ю про саму «семирічку», репортаж зі знімання кліпу «I Don't Wanna Stop» і ексклюзивну версію відео «Believe In Me». 2005 рік підніс ще два сюрпризи: Андре одружується на своїй подрузі Ганні, а також за результатами голосування слухачів престижного журналу DJ Mag, ATB займає 9 сходинку в Топ-100.
У лютому 2006 року виходить сингл «Summer Rain» з вокалом Яна Льоееля. Сингл досяг 9 місця в німецькому хіт-параді Deutche Club Chart. Як припускали багато слухачів, після виходу синглу послідує анонс нового альбому. Однак вихід останнього, був приурочений до третьої частини компіляції «The DJ 3 In the mix». Одночасно стартував тур на її підтримку. Також варто відзначити, що з 2006 року ATB відкриває для себе країн колишнього СРСР: 22 квітня Андре взяв участь у фестивалі Dance Planet Uninex, що проходив у Росії, в Санкт-Петербурзі; 4 листопада Андре відвідав столицю України, відігравши там тригодинний сет.
В кінці літа 2006 року ATB офіційно оголосив, що почав працювати над новим альбомом, який отримав згодом назву «Trilogy». Андре анонсував реліз синглу «Justify». Спочатку випуск був запланований на листопад, пізніше в новині, поширеній на офіційному сайті, дата була змінена на квітень 2007 року — майже перед самим виходом нового, сьомого альбому ATB. У лютому 2007 року керівництво лейбла Kontor Records оголошує про випуск синглу під назвою «Renegade», який був записаний з Хітер Новою. Сьомий студійний альбом «Trilogy», який містить 26 абсолютно нових композицій, вийшов 27 квітня 2007 року. Влітку Андре оголосив про конкурс реміксів на композицію «Desperate Religion», а також про випуск другого синглу «Feel Alive» 27 липня.
21 грудня вийшов довгоочікуваний сингл «Justify» на підтримку четвертої частини «The DJ In the mix». Показово, що цей сингл, як і всі сингли на підтримку серії компіляцій «The DJ», поширювався тільки в інтернет-магазинах, у вигляді MP3 файлу. 28 грудня виходить і сам альбом «The DJ 4 In the mix» на традиційному лейблі Kontor Records.
У середині весни 2008 року на прес-конференції в Москві Андре обмовився про початок роботи над восьмим студійним альбомом:
Я спробую закінчити свій альбом у цьому році. Що стосується співпраці, то тут я багато вам розповісти не можу. Зараз я пробую працювати з багатьма вокалістами, у тому числі з Аруною. Найімовірніше, вона заспіває одну або дві пісні. А може й ні. Адже, в кінцевому рахунку, я повинен бути задоволений роботою. Крім Аруни я працюю ще з деякими виконавцями, причому я не використовую гучних імен, намагаюся знайти молодих талантів. Я слухаю вокал в Інтернеті або просто навколо себе. Я можу з упевненістю сказати, що мій новий альбом буде інструментальнішим, ніж останні роботи. На останніх альбомах було занадто багато вокалу, різних голосів. Я хочу трохи повернутися до колишніх часів, написати побільше інструментальних треків, дати можливість мелодії передати зміст композиції. Не голосу. Мій альбом відрізнятиметься! Ось побачите! 
На сервісі MySpace співачка Аруна (англ. Aruna) розповсюдила новину, що працює з ATB над композицією для його нового альбому, реліз якого імовірно відбудуться у вересні. 5 травня на офіційному форумі Андре підтвердив, що вже завершена перша клубна версія для нового синглу.

## SQ-1
SQ-1 — це сольний проєкт Андре, утворений після розпаду Sequential One. Коли Вуді та Морфа залишили Sequential One, Андре не хотів згортати проєкт, а назва Sequential One була закріплена за німецьким лейблом House Nation. Андре вирішив «урізати» назву до SQ-1 і продовжити записувати музику.
Першим синглом, що вийшов під ніком SQ-1, стала композиція «Can You Feel …». Через 2 місяці виходить ще один сингл — «Music So Wonderful».
У 2000 році ремікс на «Music So Wonderful», зроблений самим Андре, увійшов у сингл — «One, Two, Three». Наприкінці 2001 року виходить останній сингл «Dance!», який різко відрізняється за звучанням від попередніх релізів SQ-1. Наступний — «Balare!» — Закрив главу проєктів Sequential One і SQ-1.

## Дискографія

### Альбоми Sequential One
| Інформація |
| --- |
| Dance - Вийшов: 6 червня 1995 - Лейбл: Rough Trade Germany - Номер у каталозі: RTD 175.3333.2 - Носії: CD, LP - Сингли: «Dance / Raving», «Let Me Hear You», «Here We Go Again», «Back To Unity», «Pump Up The Bass», «Happy Feelings», - Опис: Перший студійний альбом Андре. Епоха рейва та хеппі-хардкора. |
| Energy - Вийшов: 29 червня 1998 - Лейбл: House Nation - Номер у каталозі: DST 085-70375.2 - Носії: CD - Сингли: «My Love Is Hot», «I Wanna Make You / Get Down», «Dreams», «Imagination», «Inspiration vibes» - Опис: Перехід до євро-денсу. На цьому альбомі вже можна уловити становлення почерку ATB.      |
| Decades - Вийшов: 18 серпня 1999 - Лейбл: House Nation - Номер у каталозі: DST 085-70640.2 - Носії: CD - Сингли: «Angels / Moment In Atmosphere» - Опис: Переломний альбом-збірник, що завершує епоху Sequential One. Вийшов для завершення контрактних обов'язків з лейблом House Nation.                    |

### Альбоми ATB
- Movin' Melodies (1999)
- Two Worlds (2000)
- Dedicated (2002)
- Addicted To Music (2003)
- No Silence (2004)
- Seven Years: 1998-2005 (2005)
- Trilogy (2007)
- Future Memories (2009)
- Distant Earth (2011)
- Contact (2014)
- nExt (2017)

### Сингли Sequential One / SQ-1
| - 1993 — Dance / Raving - 1993 — Let Me Hear You - 1994 — Here We Go Again - 1994 — Back To Unity - 1995 — Pump Up The Bass - 1995 — Happy Feelings - 1996 — Never Start To Stop | - 1996 — My Love Is Hot - 1997 — I Wanna Make You / Get Down - 1997 — Dreams - 1998 — Imagination - 1998 — Inspiration Vibes - 1999 — Angels / Moments In Atmosphere | - 1999 — Can You Feel - 1999 — Music So Wonderful - 2000 — One, Two, Three - 2001 — Dance - 2002 — Balare |

### Сингли ATB
| - 1998 — 9 PM (Till I Come) - 1999 — Don't Stop - 1999 — Killer - 2000 — The Summer - 2000 — The Fields Of Love - 2001 — Let U Go - 2001 — Hold You - 2002 — You're Not Alone | - 2003 — I Don't Wanna Stop - 2003 — Long Way Home - 2003 — Sunset Girl / In Love With The DJ - 2004 — Marrakech - 2004 — Ecstasy - 2004 — Here With Me / IntenCity - 2005 — Believe In Me - 2005 — Humanity - 2005 — Let U Go (Reworked) - 2006 — Summer Rain | - 2007 — Renegade - 2007 — Feel Alive / Desperate Religion - 2007 — Justify - 2009 — What about Us / L.A. Nights - 2009 — Behind - 2010 — 9 PM Reloaded - 2010 — Could You Believe |

### Компіляції
| - 2003 — The DJ 1 In the mix - 2004 — The DJ 2 In the mix - 2006 — The DJ 3 In the mix - 2007 — The DJ 4 In the mix - 2010 — The DJ 5 In the mix - 2010 — Sunset Beach DJ Session - 2010 — The DJ 6 In the mix |

### DVD-видання
| - 2003 — Addicted To Music - 2004 — No Silence - 2005 — Seven Years - 2007 — Trilogy - 2009 — Future Memories |

## Вокалісти й вокалістки
Нижче наведено повний список людей, які брали участь у запису вокальних партій для альбомів ATB, від моменту заснування в 1998 і по нинішній час.
| Альбом                | Ім'я / Композиція |
| Movin’ Melodies       | - Yolanda Rivera — «9 PM (Till I Come)», «Don't Stop» - Drue Williams — «Killer» |
| Two Worlds            | - André Tanneberger — «See U Again», «The Summer», «The Fields Of Love» - Heather Nova — «Love Will Find You», «Feel You Like A River» - Roberta Carter Harrison — «Let U Go» |
| Dedicated             | - Roberta Carter Harrison — «Hold You», «You're Not Alone», «Let U Go», «Hero», «I Wanna Cry» |
| Addicted To Music     | - Roberta Carter Harrison — «In Love With The DJ», «I Don't Wanna Stop», «Everything Is Wrong», «Long Way Home», «We Belong», «Break My Heart», «Do You Love Me» |
| No Silence            | - Tiff Lacey — «Marrakech», «Ecstasy», «Here With Me» - Michal The Girl — «Autumn Leaves» - Madelin Zero — «Black Nights», «Collides With Beauty», «Eternal Swells» - Ken Harrison — «Sun Goes Down» - Roberta Carter Harrison — «After The Flame», «Wait For Your Heart» |
| Seven Years 1998—2005 | - Tiff Lacey — «Humanity», «Here With Me», «Ecstasy», «Marrakech» - Jan Löehel — «Let U Go (2005 Reworked)», «Believe In Me» - Nicole McKenna — «Take Me Over» - Roberta Carter Harrison — «In Love With The DJ», «Long Way Home», «I Don't Wanna Stop», «You're Not Alone», «Hold You», «Let U Go» - André Tanneberger — «The Fields Of Love», «The Summer» - Drue Williams — «Killer» - Yolanda Rivera — «Don't Stop», «9 PM (Till I Come)» |
| Trilogy               | - Jennifer Karr — «Justify» - Karen Ires — «Desperate Religion» - Heather Nova — «Renegade», «Stars Come Out», «Made Of Glass» - Jan Löehel — «Feel Alive», «Better Give Up», «The Chosen Ones» - Jeppe Riddervold — «These Days», «Some Things Just Are The Way They Are» |
| Future Memories       | - Tiff Lacey — «My everything», «Still here», «Missing» - Jan Loechel — «What about us», «Communicate (ATB pres. Jades)» - Roberta Carter Harrison — «Swept away» - Betsie Larkin — «A new day» - Haley — «Gravity» - Giuliana Fraglica — «Behind (ATB pres. Flanders)» - Aruna — «My saving grace» |